# Hibèrnia
Hibèrnia (en llatí Hĭbernĭa) o Hierna (en grec Ἱέρνη Hiérne) és el nom antic d'Irlanda. És esmentat per Aristòtil i derivaria del gaèlic Eir o Eri. Aquest nom també es troba a les Argonàutiques òrfiques, que s'atribueix a Orfeu, i encara que sigui espuri, es pot datar a l'època d'Onomàcrit, és a dir, al segle vi aC.
Aristòtil diu que més enllà de les Columnes d'Hèrcules hi ha dues illes anomenades Britànniques, una que es diu Albió i l'altra Hierna. Diodor de Sicília l'anomena Iris. Estrabó diu que era un país frígid i que amb prou feines estava habitat, i diu que els irlandesos practicaven el canibalisme. Pomponi Mela l'anomena Iverna, i diu que era l'herba era molt abundant, fins al punt que, si no es treia el bestiar, rebentava de tant de menjar. Plini el Vell en diu Hybernia. Gai Juli Solí explica que era un poble molt guerrer, i que les mares posaven el primer bocí de menjar a la boca dels seus nadons amb la punta d'una espasa.
Claudi Ptolemeu, que l'anomena Ἰούρνια, dona el nom dels pobles que vivien a Hierna:
vennicnis i robogdis a l'Ulster; nàgnates al Connacht; erdins i erpeditans, entre els nàgnates i els vennicnis; uterns i vodis a Munster; i auters, gàngans i velíbors (o el·lebris), entre els uterns i nàgnates. A Leinster vivien els brigants, manapis, caucs (tots tres també a la Gàl·lia Belga), corionds, blanis, voluntis i darins (els últims potser ja a l'Ulster). Alguns autors, com ara Claudi Claudià, parlen dels escots com un poble irlandès en aquell temps, però Ptolemeu no en fa esment. Les ciutats principals eren Menàpia (actual Wexford) i Èblana (actual Dublín). Tàcit diu que Gneu Juli Agrícola es va plantejar la conquesta d'Irlanda quan era governador de Britànnia.